# Повішення
Повішення — удушення в петлі (зашморзі) від ваги власного тіла. Вид механічної асфіксії, коли петля на шиї затягується під вагою власного тіла чи його частини. У першому випадку труп повністю висить, у другому — він може мати точку опори і перебувати в напівсидячому, напівлежачому стані і т. ін. При цьому стискаються трахея і великі судини шиї, які постачають кров'ю головний мозок та судини. Петля, накладена на шию, стискає вени, але приток крові до мозку деякий час ще продовжується по сонних та хребетних артеріях. Стан потерпілого залежить від терміну знаходження в петлі, а також від того, яке місце було стиснуте. Часто при повішенні людина помирає від розриву спинного мозку.

## Історія
Вважається, що одними з перших, хто почав використовувати повішення, є стародавні кельти, які вішали жертв на деревах. Це був своєрідний ритуал жертвопринесення богу дерева Єзусу.

## Класифікація
Нині[коли?] запропоновано кілька класифікацій повішення, що мають як клінічне, так і судово-криміналістичне значення. Так, повішення прийнято класифікувати за його метою. Виділяють повішання з метою страти або вбивства, з метою самогубства, аутоеротичну асфіксію, а також випадкове повішення. За розташуванням тіла щодо опори виділяють повне і неповне повішення. При повному повішенні ноги не торкаються опори.
Залежно від розташування вузла розрізняють типове, бокове і атипове повішення. Типовим називають таке повішення, коли вузол петлі розміщується в ділянці потилиці, атипове — спереду (вузол у ділянці підборіддя) і бокове — справа чи зліва.

## Способи повішення

### Коротке повішення

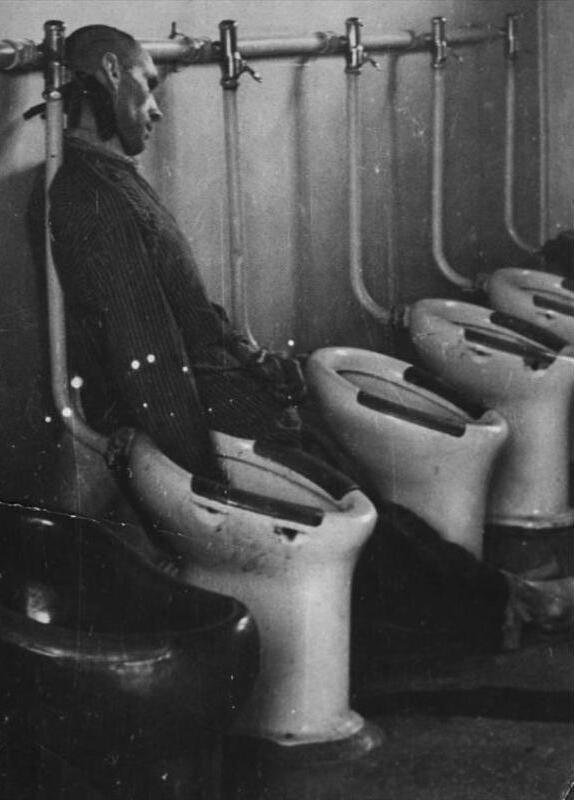
Самогубство через повішення неповним, «коротким способом».

При короткому повішенні (англ. short drop) петля затягується вагою тіла, яке впало з висоти менше одного метра. Коротке повішення здійснюється шляхом розміщення засудженого на спині коня, або іншого транспортного засобу, з петлею на шиї. Після чого об'єкт відходить, залишивши людину без опори у висячому положенні. Жертва помирає від удушення, яке зазвичай займає від десяти до двадцяти хвилин. До 1850 року це був основний метод страти. Інший варіант полягає у використанні як опори стільця, який у момент страти прибирається із-під жертви.
При занадто короткому падінні петля серйозно пошкоджує жертві обличчя та шию, хоча хребці залишаються не переломаними, більш того, людина залишається у свідомості, і приречена на мученицьку смерть.

### Стандартне повішення
При стандартному повішенні тіло падає з висоти 1—1,5 м. Дані види повішень частіше спостерігаються в побутових умовах.
Стандартне повішення увійшло у вжиток з 1866 року, після того, як ірландський лікар Самуель Хотон опублікував наукове роз'яснення щодо фізичних мук, яких зазнає жертва при короткому повішенні. Воно відразу поширилося в англомовних країнах та країнах, де судові системи мали англійське походження.
Стандартне повішення вважається гуманнішим за коротке повішення. Причина у висоті, з якої падає донизу жертва, повисаючи на петлі.
Вважається, що висота при здійсненні стандартного повішення є достатньою, аби зламати шию людини, що призводить до негайного паралічу та іммобілізації.

### Довге повішення

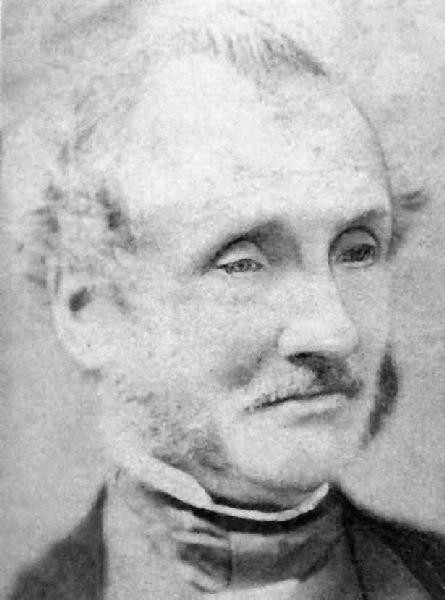
Вільям Мервуд — кат британського уряду. Розробник способу «довгого повішення»

При довгому падінні петля затягується вагою тіла при падінні з висоти понад 2 м. Цей спосіб ввів в Англії 1872 року Вільям Мервуд. Недоліком способу є те, що при занадто довгому падінні може трапитися повне відділення голови від тіла.
До 1892 року висота падіння становила від чотирьох до десяти футів (від одного до трьох метрів) залежно від ваги тіла. Коли було зафіксовано кілька випадків обезголовлення, між 1892 і 1913 роками довжину падіння скоротили.
Одне з останніх повішень в результаті довгого падіння сталося 2007 року в Іраку внаслідок страти зведеного брата іракського президента Саддама Хусейна — Барзана Ібрагима аль-Тікріті.

### Повішення спеціальними пристроями
Прикладом повішення за допомогою різних пристроїв може слугувати застосування пристрою «upright jerker». Цей пристрій використовувався для здійснення страт у США у XIX та на початку XX століття.

## Факти

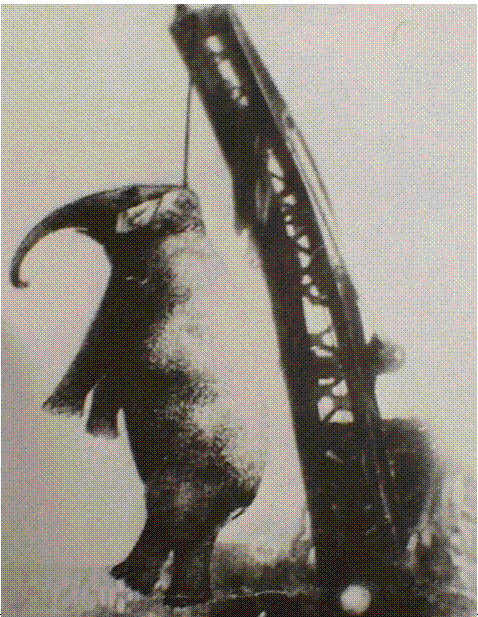
Страта слонихи у США. 1916

- 1405 року у Франції до повішення засудили бика.[7][неавторитетне джерело]
- 1916 року в США, за вбивство людини стратили через повішення слониху Мері.[5]